# 筛骨
筛骨（ethmoid bone）组成颅骨的29块骨骼之一。共一块。位于两眶之间，额骨的下方，被其他骨骼包围着，无法直接看到。其后方为蝶骨。外观为为巾字形，分为筛板、垂直板和筛骨迷路三部。

## 圖片

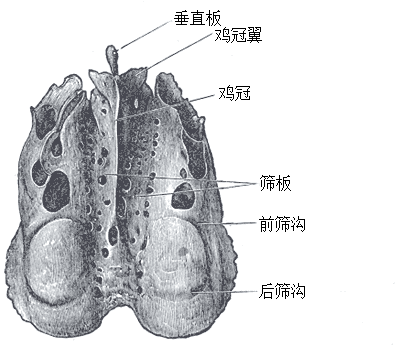
從上方觀察的篩骨。
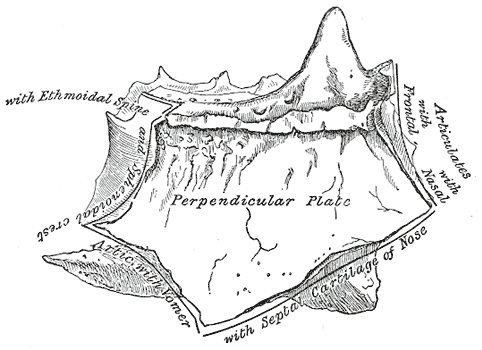
篩骨垂直版。
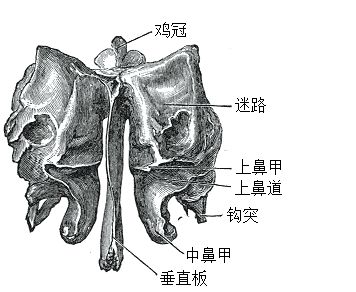
篩骨的後視圖。
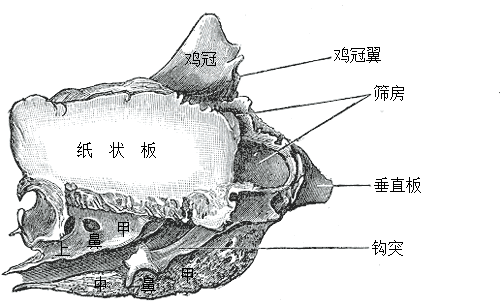
篩骨的右側視圖。
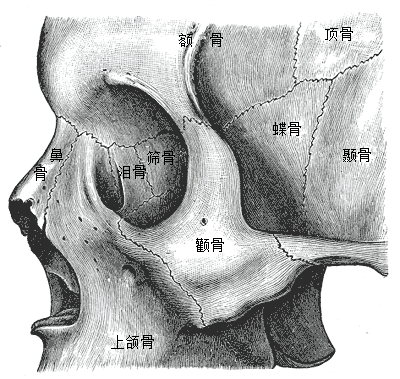
在眼窩內部中央的篩骨顯而易見。
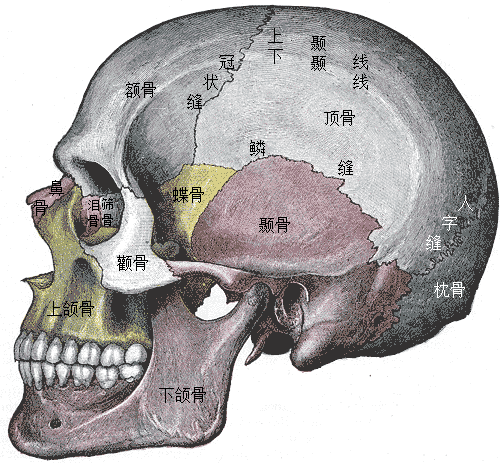
頭顱的側視圖。
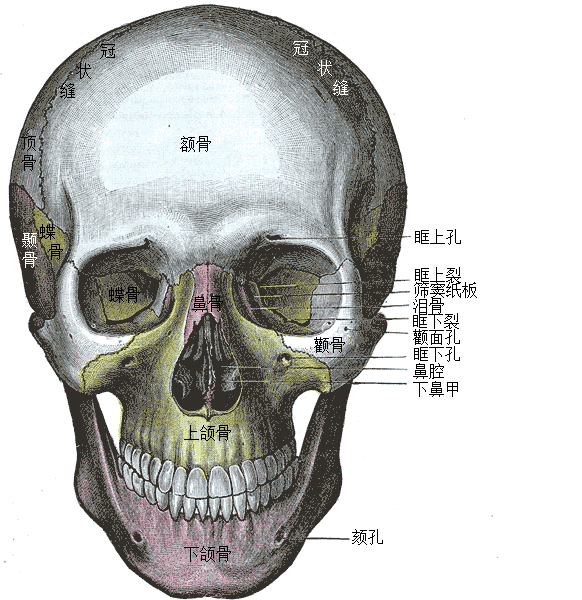
頭顱的前視圖。
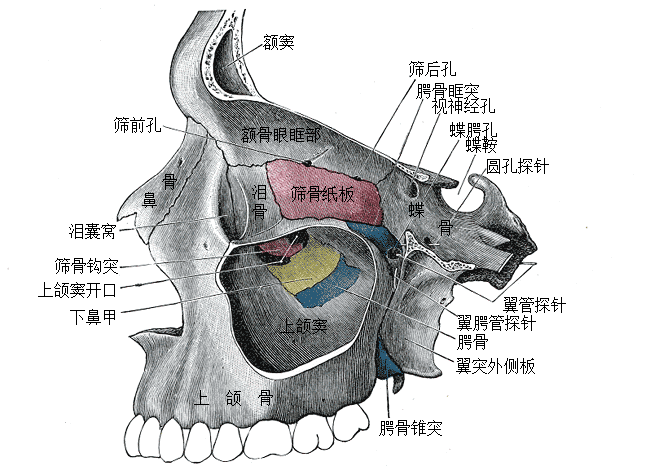
左側眼窩的內側壁。
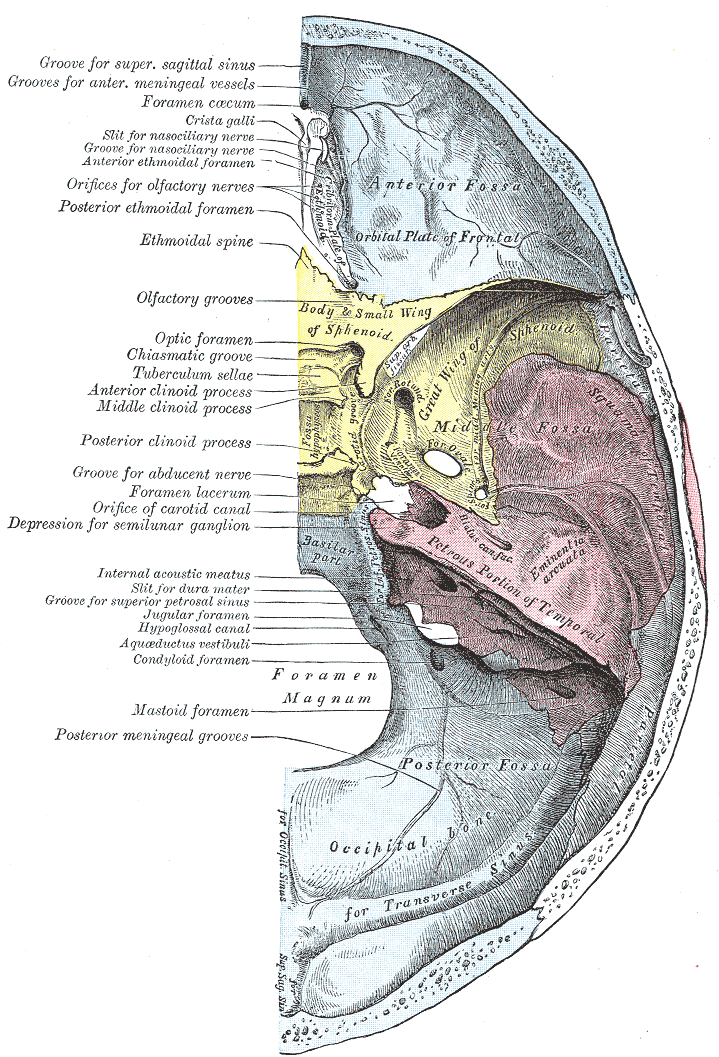
頭顱的底部。上面。
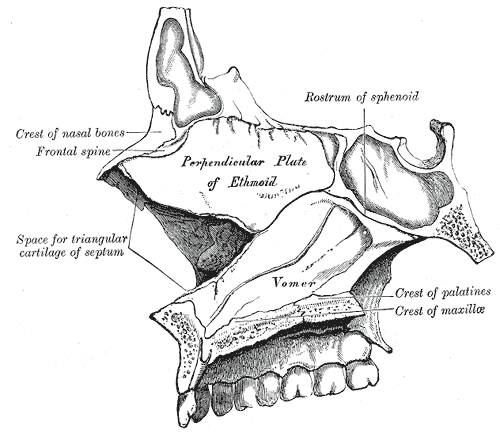
左側鼻窩(鼻前庭)的內側壁。
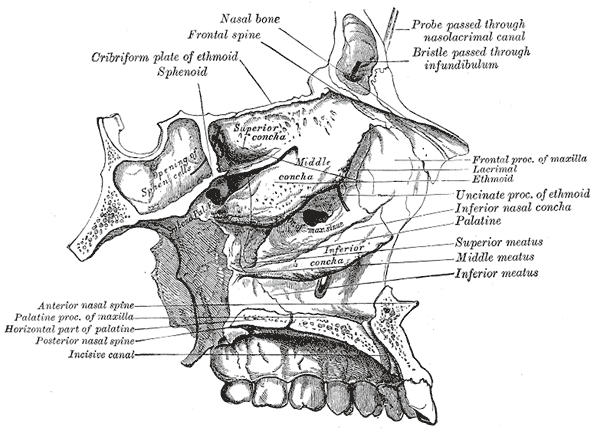
左側鼻腔的側邊、頂部和底部。
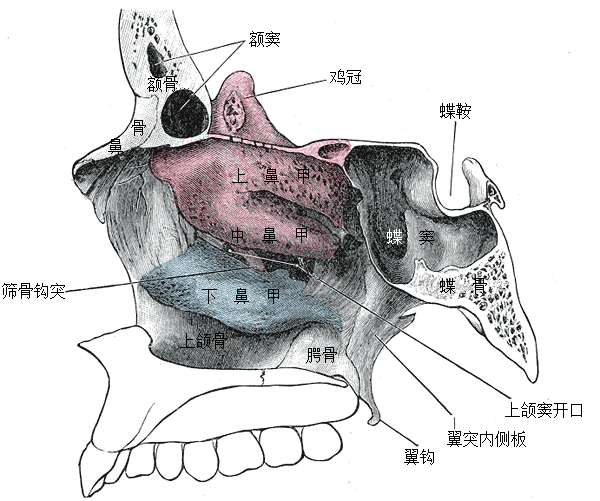
鼻腔的側邊顯示著篩骨的位置。
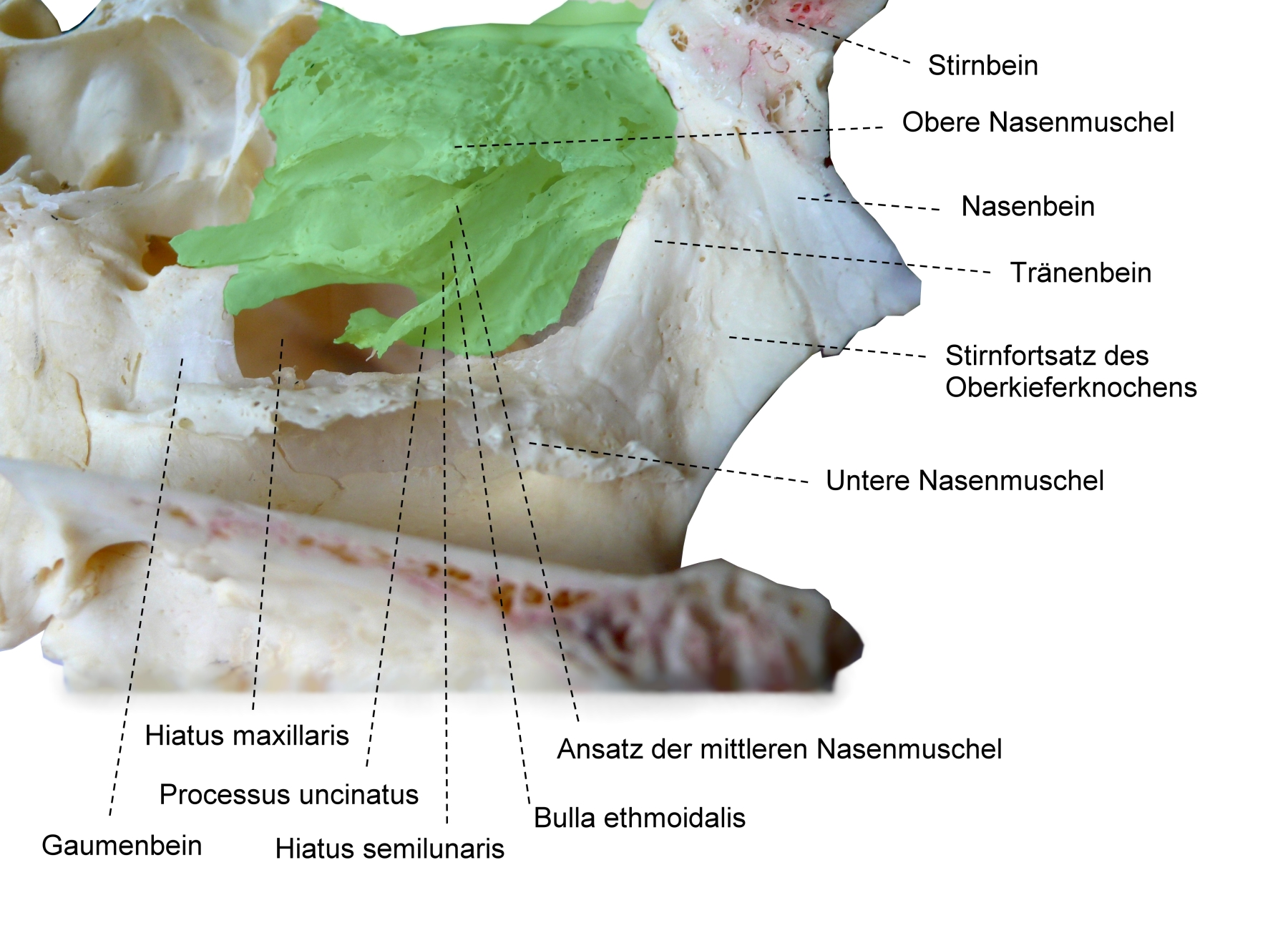
篩骨。
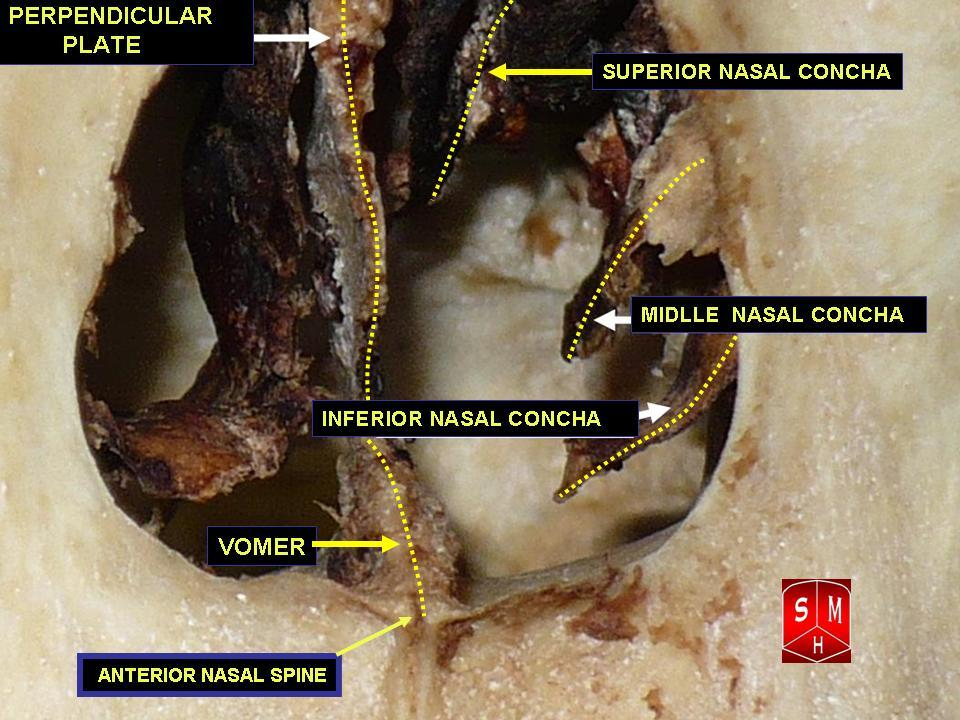
垂直版。

## 外部連結
- 解剖學(Anatomy)- ethmoid bone(篩骨) （页面存档备份，存于）